# Paulette Thomas
Olga Paulette Thomas Horly (Ciudad de Panamá, 27 de octubre de 1964) es una actriz, cantante y política panameña, que ha participado en diversas obras de teatro, comerciales, programas de televisión y también tiene diversos temas musicales. A partir del 1 de julio de 2024, ejerce como Diputada del circuito 8-3 para la Asamblea Nacional de Panamá, por la libre postulación.

## Carrera artística
Nació en Panamá como Olga Paulette Thomas Horly. Fue concursante del OTI representando a Panamá con el tema "Ven", pero no alcanzó altas posiciones. En su carrera como actriz, se pueden resaltar obras como "Burundanga" y "Mentiras". También ha grabado canciones con artistas como Osvaldo Ayala, Saiko o Mr. Saik, entre otros.
Paulette Thomas fue jurada del exitoso programa de televisión "Vive La Música" y fue jurada por las primeras cuatro temporadas. Sus compañeros de fórmula en este programa fueron Eduardo Bragín (exgerente de Sony Music), Lorena "Candela" Toledano (cantante y presentadora) y Gustavo Sánchez (productor musical y antiguo jurado de Latin American Idol).
Grabó los temas "Los Sentimientos del alma", con Osvaldo Ayala y Mr. Saik y "Alquílame tu Corazón" con Lil Randall. A Paulette Thomas se le detectó cáncer de piel en el año 2000. 
En el año 2013, se realizó la primera temporada del programa Tu cara me suena de Panamá, donde Thomas fue jurado. Sus compañeros fueron Wyznick Ortega, Miguel González y Emilio Regueira. Thomas fue jurado del programa durante sus cinco primeras temporadas, y fue jurado invitada en la última temporada. En este programa interpretó a artistas como Donna Summer, Geri Halliwell, George Harrison, entre otros.

## Trayectoria
Discografía. Algunos temas de Thomas:
- "Ven" (para el OTI)
- "Sentimientos del alma"
- "Alquílame tu corazón"

Teatro
- "Burundanga"[9]
- "Rapunzel"
- "Mentiras"

entre otros.
Proyectos
- "Vive la Música"
- "Tu cara me suena"

entre otros.